# Talin, Syria
Talin (tiếng Ả Rập: تالين, cũng đánh vần Taleen) là một thị trấn ở phía tây bắc Syria, một phần hành chính của Tỉnh Tartus, nằm giữa Baniyas (về phía tây) và al-Qadmus (ở phía đông). Nó nằm trong dãy núi ven biển Syria. Theo Cục Thống kê Trung ương Syria, Talin có dân số 3.699 trong cuộc điều tra dân số năm 2004. Đây là trung tâm hành chính của Phân khu Talin bao gồm năm địa phương với dân số tập thể là 8.351 vào năm 2004. Cư dân của nó chủ yếu là Alawites.